# 格哈德·克洛普佛

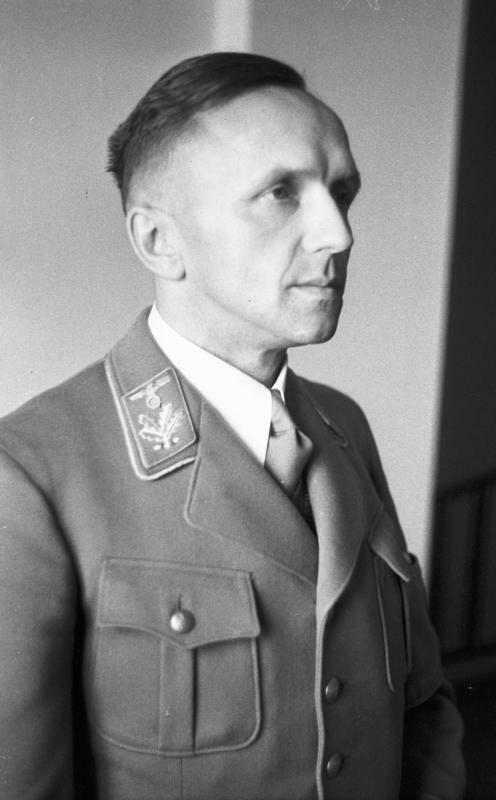
格哈德·克洛普佛於1942年

格哈德·克洛普佛（英語：Gerhard Klopfer，1905年2月18日—1987年1月29日）是納粹黨黨總理辦公室助理馬丁·鮑曼的官員。
克洛普佛出生於1905年西里西亞的Schreibersdorf（今波蘭）。他學習法律和經濟學，並於1931年在德國杜塞爾多夫成為一名法官。當納粹在1933年上台後，他加入了納粹黨和衝鋒隊並於次年加入蓋世太保。1935年他成為榮譽SS區隊長，軍階相等於準將/大校，並成為魯道夫·赫斯的工作人員和黨衛軍的成員。1938年，他成為負責有關外邦人和德國的猶太人一般問題和異族之間通婚的問題。
作為黨總理的國家秘書長，克洛普佛代表黨總理頭目馬丁·鮑曼，於1942年1月20日參加萬湖會議，在猶太人問題的"最終解決方案"的細節上代表黨總理政策，使大屠殺達到了高潮。由於克洛普佛是總理府鮑曼背後的排名比較高級的官僚。這個位置給了他在納粹黨廣泛的權力。
1945年紅軍完結柏林戰役后，克洛普佛逃離柏林。后來他被抓獲並且監禁和被控犯有戰爭罪，但及后因證據不足被獲釋。其后他在巴登-符騰堡的烏爾姆當稅務顧問。 他是最後一個倖存的萬湖會議的與會者，在1987年才死亡。
克洛普佛於2001年被英國廣播公司HBO的有線電影陰謀（Conspiracy）刻畫成病態肥胖的外影、卑鄙性格，笑談毒氣屠殺猶太人和缺乏機智，甚至令其他納粹黨員反感。